# Jensen Ackles
Jensen Ackles (Dallas (Texas), 1 maart 1978) is een Amerikaans acteur. Ackles was als kind een model. Hij is de zoon van acteur Alan Ackles. Jensen is getrouwd met de Amerikaanse actrice en model Danneel Harris.
Na in 1996 afgestudeerd te zijn aan de Lloyd V. Berkner High School in Richardson, Texas, begon hij zich toe te leggen op acteren. In 1997 kreeg hij de rol van Eric Brady in de soap Days of our Lives, waarvoor hij in 1998 de Soap Opera Digest Award voor Beste Nieuwkomer won. Na de soap te hebben verlaten, trok hij in 2000 naar Vancouver in Canada, waar hij zich bij de cast van Dark Angel vervoegde. Zijn eerste personage in deze serie was dat van Ben/X5-493, de gestoorde broer van hoofdpersonage Max. Na Bens dood keerde Ackles alsnog terug in het tweede seizoen van de serie, dit keer als Bens kloon, Alec/X5-494. Hij zou deze rol blijven spelen tot het einde van de serie in 2002.
In de periode 2002-2004 nam hij enkele kleinere rollen voor zijn rekening in series als Dawson's Creek en Still Life, om uiteindelijk in de herfst van 2004 terug te keren naar Vancouver, waar hij in het 4de seizoen van Smallville de rol van Jason Teague (Lana's vriendje) voor zijn rekening nam. Ackles heeft oorspronkelijk auditie gedaan voor de rol van Clark Kent in deze serie, maar de rol is uiteindelijk naar Tom Welling gegaan.
In 2005 stapte Ackles over naar de serie Supernatural, waarin hij als Dean Winchester samen met broer Sam door de Verenigde Staten rijdt op zoek naar het paranormale.

## Persoonlijk leven
Ackles trouwde op 15 mei 2010 met actrice en model Danneel Harris. Hij speelde samen met haar in Ten Inch Hero. Zij hebben samen drie kinderen.

## Filmografie
- Supernatural: The Animation (2011) (stemrol)
- Batman: Under the Red Hood (2010) (stemrol)
- Supernatural (2005 - 2020) (tv-serie)
- My Bloody Valentine (2009)
- Ten Inch Hero (2007)
- Devour (2005)
- Smallville (2004-2005) (tv-serie)
- The Plight of Clownana (2004) (short)
- Still Life (2003-2004) (tv-serie)
- Dawson's Creek (2002-2003) (tv-serie)
- Dark Angel (2001-2002) (tv-serie)
- Blonde (2001) (miniserie)
- Days of our Lives (1998-2000) (tv-serie)
- Alien: Resurrection (1997)
- Cybill (1997) (tv-serie)
- Sweet Valley High (1996) (tv-serie)
- 7th Heaven (1996) (tv-serie)
- Mr. Rhodes (1996-1997) (tv-serie)
- Wishbone (1995) (tv-serie)

- Biblioteca Nacional de España: XX4610218
- Bibliothèque nationale de France: cb15039384b (data)
- Gemeinsame Normdatei: 13980563X
- International Standard Name Identifier: 0000 0001 1557 4902
- Library of Congress Control Number: no2008126024
- Nederlandse Thesaurus van Auteursnamen: 315059877
- Système universitaire de documentation: 161902839
- Virtual International Authority File: 102650642
- WorldCat: E39PBJr7XmfpyT9W8bd6XHmjmd